# Штефан Ердельї
Штефан Ердельї (нар. 17 листопада 1905, Тімішоара - 26 жовтня 1968, Решица) – румунський шахіст, міжнародний майстер від 1950 року.

## Шахова кар'єра
У 1930-1940-х роках належав до когорти провідних румунських шахістів. Шість разів здобував медалі чемпіонату країни: 3 золоті (1931, 1934, 1949), 2 срібні (1930, 1948) і бронзову (1935). Двічі (Прага 1931, Варшава 1935), брав участь у шахових олімпіадах. 1947 року в складі національної збірної взяв участь у командному чемпіонаті балканських країн, а в 1955 році - у командному матчі Румунії проти Франції, вигравши обидві партії.
Досягнув кількох успіхів на міжнародних турнірах, зокрема: посів 4-те місце в Бухаресті (1925), поділив 5-6-те місце в Будапешті (1934) і поділив 4-5-те місце в Клостернойбургу (1934).
За даними ретроспективної системи Chessmetrics, найсильнішу гру показував у червні 1933 року, займаючи тоді 85-те місце у світі.